# Moyuta
Moyuta è un comune del Guatemala facente parte del dipartimento di Jutiapa.